# 张玉文
张玉文（1965年—）是一位美国华人工程师。

## 生平
1964年出生于山西孝义，1985年，1988年和1991年分别获得西安交通大学学士学位，硕士学位，博士学位。1994年前往美国留学，担任莱特州立大学和康涅狄格大学助教，1998年获得康涅狄格大学机械工程系博士学位。毕业后留校任教，2001年加入新墨西哥州立大学担任助教。2003年进入密苏里大学担任副教授，2009年升任教授。2013至2017年担任密苏里大学机械与航空工程系系主任。

## 荣誉
2015年被选为美国科学促进会会士。